# Sinotaia
Sinotaia is een geslacht van weekdieren uit de klasse van de Gastropoda (slakken).

## Soorten
- Sinotaia acutecarinata (Yen, 1939)
- Sinotaia aeruginosa (Reeve, 1863)
- Sinotaia angularis (O. F. Müller, 1774)
- Sinotaia annulata (Yen, 1939)
- Sinotaia arturrolli Brandt, 1968
- Sinotaia barboti (Sinzov, 1884) †
- Sinotaia bugensis (Gozhik in Gozhik & Prysjazhnjuk, 1978) †
- Sinotaia datunensis Qian, Fang & He, 2014
- Sinotaia delavayana (Heude, 1890)
- Sinotaia dispiralis (Heude, 1890)
- Sinotaia ecarinata (Kobelt, 1909)
- Sinotaia guangdungensis (Kobelt, 1906)
- Sinotaia limnophila (Mabille, 1886)
- Sinotaia mandahlbarthi Brandt, 1968
- Sinotaia manhongensis (W. Z. Zhang, Y. F. Liu & Y. X. Wang, 1981)
- Sinotaia margaryoides (Annandale, 1924)
- Sinotaia nicopolis Datsenko, 2001 †
- Sinotaia papillapicula (Liu, Zhang & Wang, 1982)
- Sinotaia polyzonata (Frauenfeld, 1862)
- Sinotaia pyrificata (Heude, 1890)
- Sinotaia qionghaiensis Qian, Fang & He, 2014
- Sinotaia quadrata (Benson, 1842)
- Sinotaia reevei (Dautzenberg & H. Fischer, 1905)
- Sinotaia turrita (Yen, 1939)
- Sinotaia xichangensis Qian, Fang & He, 2014